# Kullamaa
Kullamaa era un municipio estonio perteneciente al condado de Lääne. En 2017 se fusionó con Lääne-Nigula.
A 1 de enero de 2016 tiene 1111 habitantes en una superficie de 224,6 km².
El municipio es completamente rural: carece de localidades importantes y la población se distribuye en catorce pequeñas localidades rurales. Koluvere y la capital Kullama son las más importantes con unos trescientos habitantes cada una. El resto de la población se distribuye en las siguientes doce: Jõgisoo, Kalju, Kastja, Kullametsa, Leila, Lemmikküla, Liivi, Mõrdu, Päri, Silla, Ubasalu y Üdruma.
El municipio se ubica al este del condado.